# 中川和真
中川 和真（なかがわ かずま、1995年10月28日 - ）は、元ラグビー選手。

## プロフィール
- 北海道函館市出身[1]。
- ポジションはウィング(WTB)、フルバック(FB)。
- 身長 173cm、体重 77kg。
- オールスターゲームのリーグ戦選抜に選ばれたことがある[2]。
- U18北海道代表に選ばれたことがある。
- 7人制日本代表に選ばれたことがある[3]。

## 略歴
小学校4年生からバスケットボールを始め、中学校3年生までプレーした。
中学校1年生からラグビーを始め、現在に至る。
2014年、函館工業高校卒業後、大東文化大学に入学する。
2017年、大東文化大学ラグビー部の副将に就任した。
2018年、大東文化大学卒業後、キヤノンイーグルス(現・横浜キヤノンイーグルス)に加入。
2024年5月、横浜キヤノンイーグルスを退団、現役引退した。